# یالاتا، استرالیای جنوبی
یالاتا (به انگلیسی: Yalata) یک منطقهٔ مسکونی در استرالیا است که در استرالیای جنوبی واقع شده‌است.